# Phytomyza palionisi
Phytomyza palionisi är en tvåvingeart som beskrevs av Pakalniskis 1998. Phytomyza palionisi ingår i släktet Phytomyza och familjen minerarflugor. Inga underarter finns listade i Catalogue of Life.